# Pulchrana baramica
Pulchrana baramica es una especie de anfibio anuro de la familia Ranidae.

## Distribución geográfica
Esta especie se encuentra hasta 600 m sobre el nivel del mar:
- en el extremo sur de Tailandia;
- en Malasia peninsular y Malasia oriental;
- en Brunéi;
- en Indonesia en las islas de Borneo, Sumatra, Java y Bangka;
- en Singapur.[3]

## Descripción
El macho descrito por Boettger en 1900 mide 40 mm y las hembras de 54 y 55 mm.

## Publicación original
- Boettger, 1900 : Die Reptilien und Batrachier. Abhandlungen der Senckenbergischen Naturforschenden Gesellschaft, Frankfurt am Main, vol. 25, p. 325-400[4]